# Claudivania miranda
 (mars 2020).
Genre
Espèce
Claudivania miranda, seule représentant du genre Claudivania, est une espèce d'hyménoptères de la famille des Diapriidae.

## Répartition
Cette espèce est uniquement connue du sud de l'Inde et du Sri Lanka. En Inde, elle a été collectée dans le Kerala, le Tamil Nadu et le Karnataka. Au Sri Lanka, elle est répertoriée dans la province du Centre, celle d'Uva et celle de l'Ouest.

## Description
L'holotype de Claudivania miranda, une femelle, mesure 1,1-1,2 mm et est d'une teinte générale noisette foncé. Le paratype mâle mesure quant à lui 1,2-1,5 mm et est d'une teinte similaire. 

## Taxinomie
Claudivania miranda est décrite en 1982 par l'entomologiste suédois Lars Huggert. Le nom de genre est dédié aux entomologistes Claude Besuchet et Ivan Löbl, du muséum d'histoire naturelle de Genève, qui ont collecté le matériel type lors de plusieurs voyages en Inde et au Sri Lanka.

## Publication originale
- (en) Lars Huggert, « New taxa of soil-inhabiting diapriids from India and Sri Lanka (Hymenoptera, Proctotrupoidea) », Revue suisse de zoologie, MHNG, vol. 89, no 1,‎ mars 1982, p. 183-200 (ISSN 0035-418X, DOI 10.5962/BHL.PART.82437, lire en ligne).